# Fucosa
La fucosa es un monosacárido de seis carbonos con un grupo aldehído por lo que pertenece al grupo de las aldosas y dentro de este al de las desoxialdohexosas. Se puede encontrar en los N-glicanos presentes en la superficie de las células de mamíferos, insectos y plantas, siendo la subunidad fundamental del polisacárido de fucoidina. La unión del tipo alfa 1→3 del núcleo de la fucosa podría ser un posible antígeno relacionado con la alergia mediada por inmunoglobulinas IgE.
Existen dos características principales que distinguen a la fucosa de los demás azúcares de seis carbonos presentes en mamíferos:
- Ausencia de un grupo hidroxilo en el carbono 6.
- Estereoisómero de configuración L, equivalente a la 6-desoxi-L-galactosa.

En los glicanos que presentan fucosa en su estructura, esta puede presentarse como una modificación terminal o bien servir como un punto de anclaje para la unión de otros azúcares.
La fucosa es metabolizada por una enzima denominada Alfa-L-fucosidasa